# Maryna Antsybor
Maryna Mykolaïvna Antsybor (en ukrainien : Марина Миколаївна Анцибор) est une fondeuse ukrainienne, née le 10 octobre 1987 à Konotop.

## Biographie
Elle participe à ses premières compétitions internationales junior en 2005, année où elle prend une quatrième place au Festival olympique de la jeunesse européenne à Monthey. Aux Championnats du monde junior 2007, à Tarvisio, Antsybor signe deux top dix, arrivant huitième du sprint et septième de la poursuite.
Chez les seniors, elle fait ses débuts en championnat du monde en 2007 à Sapporo et en Coupe du monde en décembre 2007 à Kuusamo. Elle marque ses premiers points dès sa deuxième course au quinze kilomètres libre de Rybinsk. Plus tard dans la saison, elle obtient son meilleur résultat en Coupe du monde avec une 19e place à Liberec (7,6 kilomètres en style libre). Aux Championnats du monde 2009 à Liberec, elle signe sa meilleure performance individuelle lors de mondiaux avec une 30e place sur le trente kilomètres libre.
Aux Jeux olympiques d'hiver de 2010, à Vancouver, elle est 37e du dix kilomètres libre et 13e du relais, tandis qu'elle abandonne sur la poursuite.
Aux Jeux olympiques d'hiver de 2014, à Sotchi, elle est 48e du skiathlon, 34e du sprint libre, 12e du relais et 35e du trente kilomètres libre.
Elle compte une troisième sélection aux Jeux olympiques en 2018 à Pyeongchang, se classant 56e du sprint, 46e du dix kilomètres, 53e du skiathlon et 19e du sprint par équipes. Elle fait son retour au plus haut niveau en 2020-2021, courant notamment toutes les épreuves au programme lors des Championnats du monde à Oberstdorf.
Aux Universiades, elle compte trois médailles dont un d'or (relais en 2013), une d'argent (relais en 2011) et une de bronze (5 kilomètres libre en 2013).

## Palmarès

### Jeux olympiques d'hiver
| Épreuve / Édition   | Sprint                           | Sprint                           | 10 km                            | 10 km                            | Poursuite / Skiathlon 2 × 7,5 km | 30 km | Relais | Relais   |
| Épreuve / Édition   | libre                            | classique                        | libre                            | classique                        | Poursuite / Skiathlon 2 × 7,5 km | 30 km | Sprint | 4 × 5 km |
| JO 2010 Vancouver   | Épreuve inexistante à cette date | -                                | 37e                              | Épreuve inexistante à cette date | Abandon                          | -     | —      | 13e      |
| JO 2014 Sotchi      | 33e                              | Épreuve inexistante à cette date | Épreuve inexistante à cette date | -                                | 46e                              | 32e   | —      | 10e      |
| JO 2018 Pyeongchang | Épreuve inexistante à cette date | 56e                              | 46e                              | Épreuve inexistante à cette date | 53e                              | -     | 19e    | —        |

Légende :
- : pas d'épreuve
- — :  Épreuve non disputée par Antsybor

### Championnats du monde
| Épreuve / Édition           | Sprint                           | Sprint                           | 10 km                            | 10 km                            | Poursuite / Skiathlon 2 × 7,5 km | 30 km | Relais | Relais   |
| Épreuve / Édition           | libre                            | classique                        | libre                            | classique                        | Poursuite / Skiathlon 2 × 7,5 km | 30 km | Sprint | 4 × 5 km |
| Mondiaux 2007 Sapporo       | Épreuve inexistante à cette date | 53e                              | 35e                              | Épreuve inexistante à cette date | -                                | -     | 16e    | 12e      |
| Mondiaux 2009 Liberec       | 47e                              | Épreuve inexistante à cette date | Épreuve inexistante à cette date | 42e                              | -                                | 30e   | -      | 11e      |
| Mondiaux 2011 Oslo          | 57e                              | Épreuve inexistante à cette date | Épreuve inexistante à cette date | -                                | 50e                              | 40e   | -      | 12e      |
| Mondiaux 2013 Val di Fiemme | Épreuve inexistante à cette date | -                                | 49e                              | Épreuve inexistante à cette date | 47e                              | -     | 19e    | 10e      |
| Mondiaux 2015 Falun         | Épreuve inexistante à cette date | 47e                              | 39e                              | Épreuve inexistante à cette date | -                                | -     | 14e    | 11e      |
| Mondiaux 2021 Oberstdorf    | Épreuve inexistante à cette date | 64e                              | 49e                              | Épreuve inexistante à cette date | 54e                              | 41e   | 18e    | 13e      |

### Coupe du monde
- Meilleur classement général : 74e en Coupe du monde de ski de fond 2008.
- Meilleur résultat individuel : 19e.

#### Classements en Coupe du monde
| Année     | Classement général final | Classement distance |
| 2007-2008 | 74e                      | 49e                 |
| 2011-2012 | 108e                     | 78e                 |
| 2012-2013 | 92e                      | 67e                 |
| 2010-2021 | 111e                     | 81e                 |

### Universiades
- Médaille d'or sur le relais en 2013 au Trentin.
- Médaille d'argent sur le relais en 2011 à Erzurum.
- Médaille de bronze sur le cinq kilomètres libre en 2013.

### Championnats du monde de rollerski
- Médaille de bronze en relais en 2021 à Val di Fiemme.

### Coupe d'Europe de l'Est
- 9 podiums, dont 4 victoires.